# Даниел Сиоли
Даниел Освалдо Сиоли (на испански: Daniel Osvaldo Scioli) е аржентински политик, спортист, както и бизнесмен. Избран е за 33-тия вицепрезидент на Аржентина (2003 – 2007), където негов началник е Нестор Кирхнер, а от 2007 до 2015 г. е управител на провинцията Буенос Айрес. Има два мандата като председател на Партията на хустисиалистите. През 2015 г. се състезава за президентското място под шапката на Фрронт за победа, но губи във втория кръг от Маурисио Макри.
Ражда се във Вила Креспо, квартал на Буенос Айрес. В първите си години живее в обикновено за средната класа жилище, на ъгъла на Кориентес и Хумболт. Дядо му има магазин за електроника, което с времето става семеен бизнес. Сиоли се самоопределя като лоялен човек, посветен на близкото си обкръжение, и разбиращ, но също изискващ баща. През 1975 г. брат му Хосе Сиоли е отвлечен от хора на партизаните от Монтонерос. Даниел Сиоли, тогава 18-годишен, осъществява преговорите с похитителите на брат му, за да може той да бъде освободен. Хосе е пуснат на свобода срещу плащане в брой от страна на баща му.
Сиоли се жени за бившия модел и предприемач Карина Раболини, и има извънбрачна дъщеря на име Лорена. Отначало не я признава за своя дъщеря, но след това съдът го принуждава да го направи. Тя е приета от Сиоли за негова дъщеря, когато тя е на 18 години. По този въпрос тя казва: „Това ми помогна да израстна и да се успокоя. Моята връзка с Лорена ми подобри живота, и ето че вече мога и аз да се радвам на Деня на бащата“.
Сиоли се учи в началното учебно заведение Колехио Уард, във Вила Сармиенто, където живее до 17-годишна възраст. За своето средно образование се грижат от Ескуела Супериор де Комерсио „Карлос Пелегрини“, където се сдобива с диплома по търговия и има една от трите най-добри крайни оценки.
Започва да учи маркетинг в Универсидад Архентина де ла Емпреса (УАДЕ) в Буенос Айрес; през октомври 2015 г. той завършва училището след като финализира последните си изпити. Сиоли и Рикардо Ороско, ръководител на УАДЕ, биват критикувани за вероятна фалшификация на образователна степен, тъй като някои от темите за изучаване, одобрени от него, вече не са част от изучаваните предмети.
Политическата кариера на Сиоли потръгва през 1997 г., когато се състезава за място в Камарата на общините от името на Хустисиалистката партия в Буенос Айрес. Той печели тези избори и на 10 декември същата година е депутат в Аржентинския Конгрес. Номиниран е за председател на Спортната комисия в Камарата за двугодишен мандат, и позицията е подновена за още 2 години след единодушно гласуване. През същата година защитава мястото си в Камарата чрез изборите за Конгрес през октомври, и остава на този пост до 2005 година.
Преизбран е за депутат през 2001 г. и през декември същата година е посочен за министър на спорта и туризма. През 2003 г. тандемът Кирхнер-Сиоли от Фронт за победа побеждава на президентските избори. Така Сиоли става Вицепрезидент на Аржентина и Председател на Сената.
През 2007 г. Нестор Кирхнер се оттегля от президентската институция и Сиоли е избран за Управител на провинция Буенос Айрес, една от най-влиятелните длъжности в политическия живот на Аржентина. След разочарованието за Фронт за победа през юни 2009 г., когато се провеждат т.нар. mid-term избори (избори с по-малка тежест), Сиоли става председател на Хустисиалистката партия (която съдържа ФП). Сиоли е кандидатът на ФП за изборите през 2015 г. в Аржентина за президент, и е подкрепен от действащия президент Кристина Фернандес де Кирхнер. Отначало е считан за фаворит, с вероятност да стане президент още на първия тур и да избегне балотаж, но е победен с малка преднина във втория кръг от кмета Маурисио Макри.
|  | Тази страница частично или изцяло представлява превод на страницата Daniel Scioli в Уикипедия на английски. Оригиналният текст, както и този превод, са защитени от Лиценза „Криейтив Комънс – Признание – Споделяне на споделеното“, а за съдържание, създадено преди юни 2009 година – от Лиценза за свободна документация на ГНУ. Прегледайте историята на редакциите на оригиналната страница, както и на преводната страница, за да видите списъка на съавторите. ВАЖНО: Този шаблон се отнася единствено до авторските права върху съдържанието на статията. Добавянето му не отменя изискването да се посочват конкретни източници на твърденията, които да бъдат благонадеждни. |